# Геометричний центр України
48°32′06″ пн. ш. 31°10′53″ сх. д. / 48.535° пн. ш. 31.181388888889° сх. д.
Геометри́чний центр Украї́ни — місце, яке до 2005 року вважали географічним центром України згідно з розрахунками доктора географічних наук В. О. Шевченка у 1989 році.

## Розрахунок
Точка з координатами 48°32'06" північної широти і 31°10'53" східної довготи знаходиться на північно-східній околиці селища Добровеличківка, в районі «Козацька криниця». Координати було обчислено 1989 року за допомогою аналого-картометричного методу, що враховує складну конфігурацію території України, значну протяжність з півдня на північ (893 км), із заходу на схід (1316 км), а також сферичність її поверхні. За основу визначення були прийняті крайні точки території України.

## Історія
2002-го року замість тимчасового знака, встановленого 1991 на цьому місці, відкрито пам'ятний знак, на якому зображено Малий державний герб України.
У 2005 році нові дослідження і розрахунки перенесли географічний центр України на Черкащину, в Шполянський район між містом Шпола та селом Мар'янівка. А точці в Добровеличківці присвоїли інше почесне звання — геометричний центр України. Втім, пам'ятний символ не демонтували і напис на ньому не виправляли.